# Storia della Val Camonica

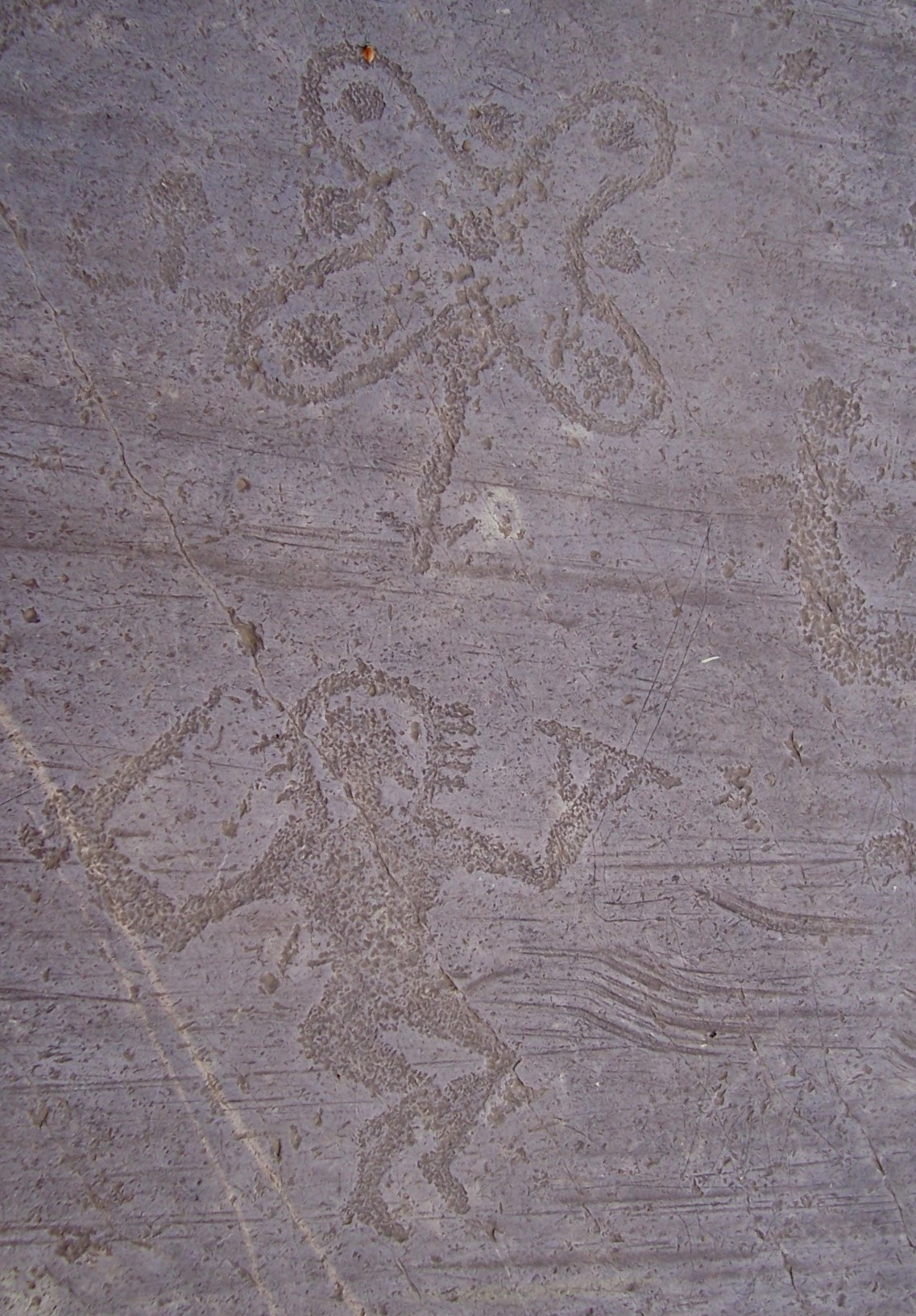
Incisione rupestre a Foppe di Nadro

La storia della Val Camonica inizia dalla fine dell'ultima glaciazione, con le più antiche testimonianze della presenza nella valle. Impossibile stabilire se l'area fosse abitata anche in epoca anteriore, dato che il ghiacciaio, che si protraeva fino in Franciacorta per oltre cento chilometri, avrebbe comunque cancellato ogni segno umano antecedente la sua espansione. La preistoria in Val Camonica si conclude con la conquista romana della regione, nel 16 a.C. L'età preistorica della Val Camonica, o "civiltà camuna", è caratterizzata dalla realizzazione della gran parte delle Incisioni rupestri della Val Camonica, straordinario corpus di oltre trecentomila petroglifi, dal 1979 patrimonio dell'umanità UNESCO.
In epoca augustea la valle era inserita nella Regio X Venetia et Histria. Assoggettata a Roma nel contesto della conquista di Rezia ed arco alpino sotto Augusto, la Val Camonica subì una rapida romanizzazione a partire dall'insediamento romano di Cividate Camuno; l'area mantenne margini di autogoverno interno (la Res Publica Camunnorum), ma già prima della fine del I secolo a tutti i suoi abitanti fu estesa la cittadinanza romana. I Camuni subirono poi - come tutti i popoli dell'Italia settentrionale - un rapido processo di latinizzazione sia linguistica, sia culturale, sia religiosa.
Cristianizzata tra IV e V secolo, durante il Medioevo la valle passò sotto controllo longobardo prima (VI-VIII secolo) e carolingio poi (VIII-IX secolo), per entrare quindi a far parte del Sacro Romano Impero (X-XIV secolo). Ai Visconti dal 1337, nel 1428 la valle entrò nei Domini di Terraferma della Repubblica di Venezia. Tra il 1797 e il 1814 la valle fu soggetta al dominio napoleonico, per entrare quindi a far parte nel Regno Lombardo-Veneto asburgico. Dopo la seconda guerra di indipendenza la valle entrò nel Regno d'Italia (1861-1946), del quale seguì le sorti; fu in particolare teatro, nel corso della prima guerra mondiale, della Guerra bianca in Adamello.

## Preistoria e protostoria

### Paleolitico
Le prime testimonianze umane in Val Camonica risalgono al periodo successivo al termine dell'ultima glaciazione: recenti scavi presso la rupe di Santo Stefano a Cividate Camuno hanno evidenziato un fondo di capanna attribuibile al Paleolitico superiore. Si tratta della più antica presenza dell'uomo ritrovata in questa zona e risale al XII millennio a.C..
Tra IX e VIII millennio a.C. penetrarono in valle gruppi semi-nomadi di cacciatori e raccoglitori, che si spostavano di luogo in luogo solitamente seguendo gli spostamenti degli animali selvatici e abitavano in capanne o bivacchi stagionali. A questo periodo risalgono alcune incisioni rupestri di grandi figure animali, oggi conservate presso il Parco archeologico comunale di Luine a Darfo Boario Terme.

### Neolitico
A partire dal VII millennio a.C. iniziò a diffondersi in tutta Europa la civiltà agricola e stanziale nota, secondo l'espressione coniata da Marija Gimbutas, come "Europa Antica". Le valli alpine furono toccate dal processo nel VI millennio a.C., anche grazie a un miglioramento complessivo delle condizioni climatiche; i gruppi di cacciatori-raccoglitori paleolitici furono assorbiti dai più numerosi agricoltori neolitici, che si insediarono stanzialmente nell'area. Queste comunità sedentarie furono in grado di praticare le prime forme di allevamento e di agricoltura; conoscevano l'utilizzo della ceramica e della tessitura del lino e una migliore tecnica nella costruzione e nella lavorazione della pietra.
In questo periodo l'arte rupestre in Val Camonica adottò come soggetti figure umane e tratti simbolici geometrici: rettangoli, cerchi, punti.

### Età del rame

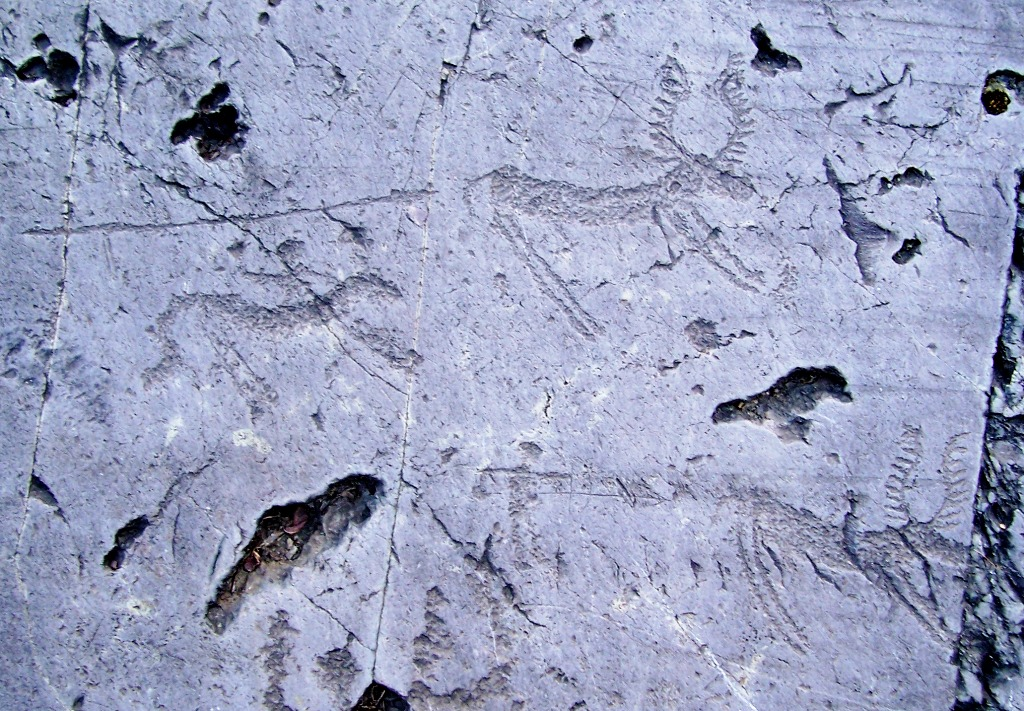
Incisioni rupestri della Valcamonica, scena di caccia al cervo

Dall'inizio del III millennio a.C., con l'Età del rame, in Val Camonica si affermò una prima metallurgia e ci furono dei miglioramenti nell'agricoltura, con l'introduzione dell'aratro, nell'allevamento, con l'avvio di una produzione casearia, nella tessitura, con l'impiego della lana, e nei trasporti, con l'introduzione della ruota e del carro. Le accresciute disponibilità alimentari consentirono un aumento della popolazione e una differenziazione sociale. Di questo periodo sono le prime statue stele, blocchi monolitici istoriati con simboli celesti, animali, armi, figure umane e altri segni.

### Età del bronzo
Durante l'Età del bronzo si affinano le tecniche artigianali, soprattutto metallurgiche, e il territorio fu ripartito tra gruppi in lotta tra loro. Le incisioni rupestri risalenti a questo periodo rappresentano soprattutto armi.
In località Dos dell'Arca (Capo di Ponte) si trova, presso la chiesa delle sante Faustina e Liberata, un sito risalente all'Età del bronzo e frequentato fino alla tarda Età del ferro; gli scavi sono stati condotti da Emmanuel Anati nel 1962 e hanno rinvenuto i resti di alcune capanne e ceramiche, probabilmente resti di attività religiose. Il sito è noto soprattutto per il ritrovamento di molti frammenti di boccale, alcuni inscritti con lettere in alfabeto camuno, definiti appunto "tipo Dos dell'Arca".

### Età del ferro
La scoperta della lavorazione del ferro fu notevolissima per quel popolo che nelle fonti romane è ricordato come Camunni (nome attestato per la prima volta alla fine del I secolo a.C.): la valle possedeva numerose miniere di questo minerale, tanto che molte rimasero attive fino a metà del XIX secolo. Fu questo il periodo di massima attività nella creazione di incisioni rupestri: è databile all'Età del ferro quasi l'80% dell'intero patrimonio finora scoperto. A Temù è stata ritrovata un'abitazione risalente all'Età del ferro, con un piano interrato rivestito in pietra sul quale sorgeva una struttura in legno: simili quindi ad altre costruzioni alpine del periodo.
Attorno al V secolo a.C. gli Etruschi, già diffusi nella Pianura Padana, ebbero contatti con le popolazioni alpine che lasciarono tracce nell'alfabeto camuno e nell'arte rupestre. Verso il III secolo a.C. giunsero in Italia i Galli celtici che, provenendo dalla Gallia transalpina, si stabilirono nella Pianura padana ed entrarono in contatto con la popolazione camuna: lo testimonia la presenza, tra le incisioni rupestri della Val Camonica, di figure di divinità celtiche quali Cernunnos.

## Età antica

### La dominazione romana (I secolo a.C.-V secolo d.C.)

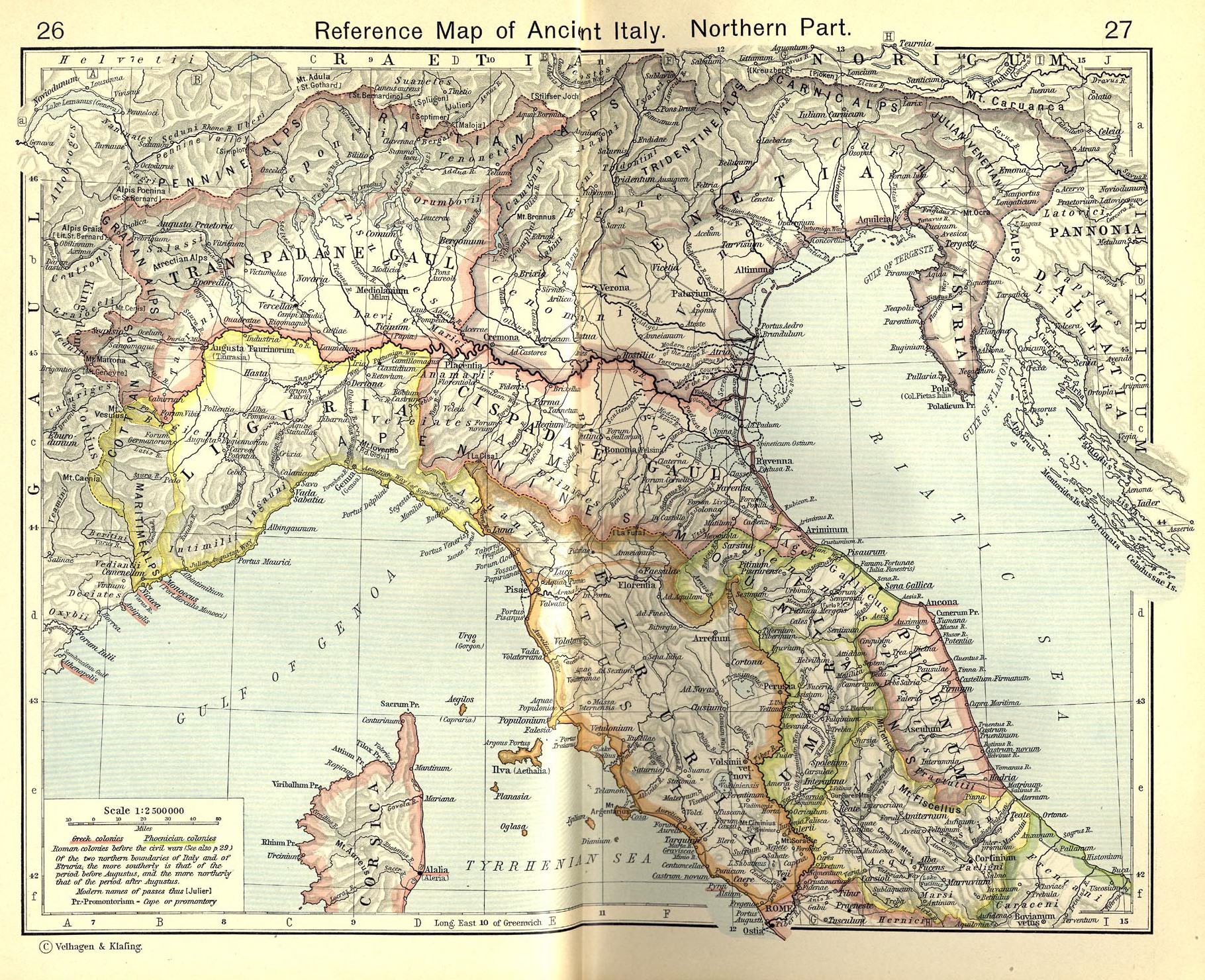
L'Italia centro-settentrionale secondo l'Historical Atlas con i Camunni all'estremità nord-occidentale della Regio X Venetia et Histria

La Val Camonica venne assoggettata a Roma nel contesto delle campagne di conquista di Augusto di Rezia e arco alpino, condotte dai suoi generali Druso maggiore e Tiberio (il futuro imperatore) contro i popoli alpini tra il 16 e il 15 a.C. A completare la conquista del fronte alpino orientale fu Publio Silio Nerva, governatore dell'Illirico, che procedette all'assoggettamento delle valli da Como al Lago di Garda (compresa quindi la Val Camonica), oltre ai Venosti della Val Venosta.
L'azione romana di conquista è celebrata nel Trofeo delle Alpi ("Tropaeum Alpium"), monumento romano eretto nel 7-6 a.C. e situato presso la città francese di La Turbie, che riportava nell'iscrizione frontale il nome dei Camuni tra i popoli alpini sottomessi:
(Trofeo delle Alpi, Iscrizione frontale)

L'anfiteatro di Cividate Camuno

Ai Camuni, in quanto popolazione conquistata risiedente nell'arco alpino, venne inizialmente assegnato lo status di peregrini, che indicava la condizione giuridica degli abitanti delle province che non godevano dei diritti dei cittadini romani.
Dopo la conquista romana i popoli alpini furono annessi alle città più vicine in condizione di semi-sudditanza, tramite la pratica dell'adtributio. Questo permetteva di mantenere una propria costituzione tribale, ma la città dominante diveniva centro amministrativo, giurisdizionale e fiscale. La città a cui vennero assegnati i Camuni fu probabilmente la Colonia Civica Augusta Brixia; il loro territorio si posizionava quindi ai confini occidentali della Regio X Venetia et Histria. Le popolazioni soggette all'adtributio passavano dalla condizione di peregrini al beneficio dapprima del diritto inferiore (ius Latii), e in seguito della piena cittadinanza (plenum ius), con un processo che poteva essere anche molto lungo e che costituiva una sorta di apprendistato all'acquisizione di tutti i diritti dei cittadini romani. Epigrafi sembrano dimostrare che i Camuni ottennero questi diritti precocemente, in quanto vi è un'iscrizione che ricorda la Civitas Camunnorum probabilmente attorno al 23 d.C. con Druso minore, durante il principato di Tiberio. Con il termine Civitas Roma indicava un'entità politica autonoma, o un complesso dei cittadini, con i quali aveva a che fare (ad esempio Civitas Helvetia, la nazione Elvetica); pertanto il nome Civitas Camunnorum non va inteso come il nome latino dell'abitato di Cividate Camuno (che assunse questo nome solo nel XX secolo).

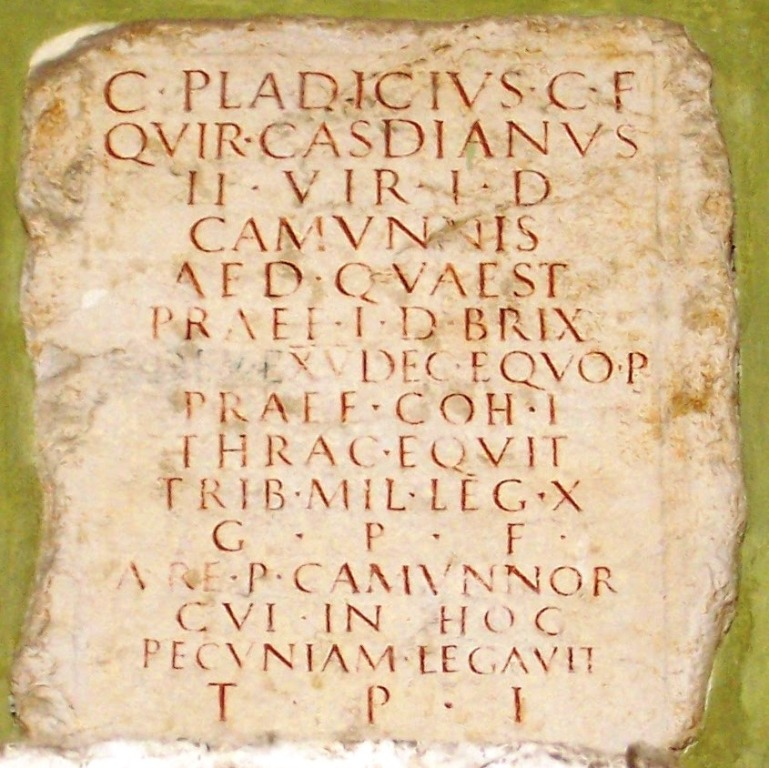
Regio X Venetia et Histria Località: Cividate Camuno / C(aius) Pladicius C(ai) f(ilius) / Quir(ina) Casdianus / IIvir i(ure) d(icundo) / Camuni / aed(ilis) quaest(or) / praef(ectus) i(ure) d(icundo) Brix(iae) / iudex ex V dec(uriis) equo p(ublico) / praef(ectus) coh(ortis) I / Thrac(um) equit(atae) / trib(unus) mil(itum) leg(ionis) X / G(eminae) P(iae) F(idelis) / a re p(ublica) Camunnor(um) / cui in hoc / pecuniam legavit / t(estamento) p(oni) i(ussit)

In Età flavia i Camuni vennero iscritti alla tribù Quirina, diversa da quelle cui erano state assegnate le vicine Brixia (Fabia) e Bergomum (Voturia), e sono ricordati come Res Publica Camunnorum, ovvero un centro dotato di autonomia amministrativa. Molte iscrizioni risalenti a questo periodo riportano nomi composti, ad uso romano, con tria nomina.
Non solo i Romani ebbero una forte influenza in Val Camonica, ma risultano anche epigrafi che citano il nome Camunni in altre zone dell'Impero romano. Molte tra queste riguardano legionari, come ad esempio tale "Cerialis Pladae f." centurione della cohors Alpina, oppure di "L. Statius Secundus", soldato della Legio VI Altri camuni che servirono Roma furono "C. Valerius Quir.", della Legio VIII Augusta, morto a Corinto, e "Sex Apronius Quir.", della Legio XIIII Gemina, seppellito a Carnuntum.. Un anonimo "Camunnus" si arruolò nella Classis Ravennatis e morì dopo 24 anni di servizio navale, all'età di 49 anni. La presenza di un montanaro nella flotta si spiega probabilmente con la necessità di carpentieri ("fabri navales") esperti nel taglio del legno.

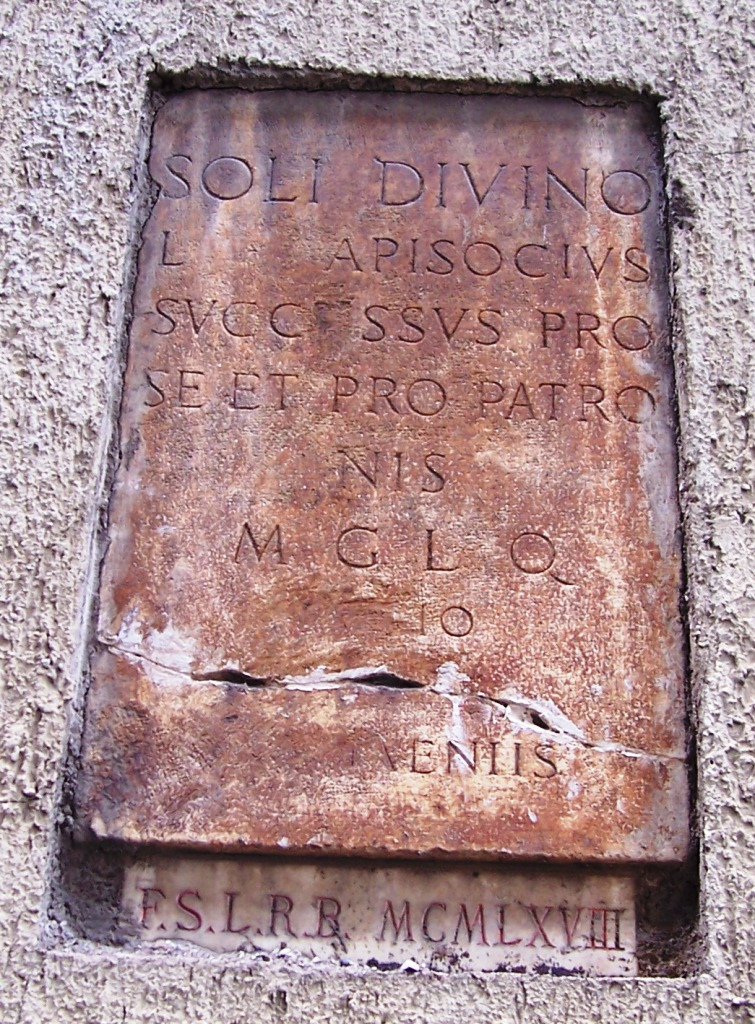
- Regio X Venetia et Histria Località
Breno / Camunni; Soli divino / L(ucius) Apisocius / Succ[e]ssus pro / se et pro patro/nis / M(arco) C(aio) L(ucio) Q(uinto) [3]IO / [6] / [3]ENIIS.
Dal 1968 murata sulla parete nord della parrocchiale di Breno.

Durante il periodo romano, a Breno fu costruito il santuario di Minerva. Le divinità romane non vennero imposte ai Camuni, ma tramite il meccanismo dell'interpretatio si tentava di assimilare il culto preesistente con la divinità romana che più gli assomigliava. L'iscrizione al Sole Divino, attualmente collocata all'esterno della chiesa parrocchiale di Breno ma di ubicazione originaria ignota, attesta in Val Camonica la presenza di un culto tipicamente orientale, diffusosi in tutto l'Impero romano a partire dal II secolo. Non è certo se l'epigrafe stessa risalga al II secolo o se sia invece successiva.

#### DaCivitas CamunnorumaRes Publica Camunnorum
Il potere massimo della Res Publica Camunnorum era affidato a due duoviri e al consiglio dei decurioni. I primi avevano in compito di mantenere l'ordine e la giustizia e rimanevano in carica cinque anni; i secondi amministravano le finanze, nominavano i magistrati minori e dirigevano la vita religiosa della comunità. Il consiglio dei decurioni era formato dai cittadini più in vista della valle, che erano soliti firmare i loro decreti con "D.D." ("decretum decurionum").
I Romani insediarono il centro amministrativo della valle nell'odierna Cividate Camuno, una vera e propria città romana, costruita su cardo e decumano, con terme, teatro, anfiteatro e un foro lungo il fiume Oglio.
Altri insediamenti di epoca romana sono stati indagati a Pescarzo e a Berzo. Necropoli e lapidi tombali sono state rinvenute a Borno e Rogno.

#### Testimonianze epigrafiche

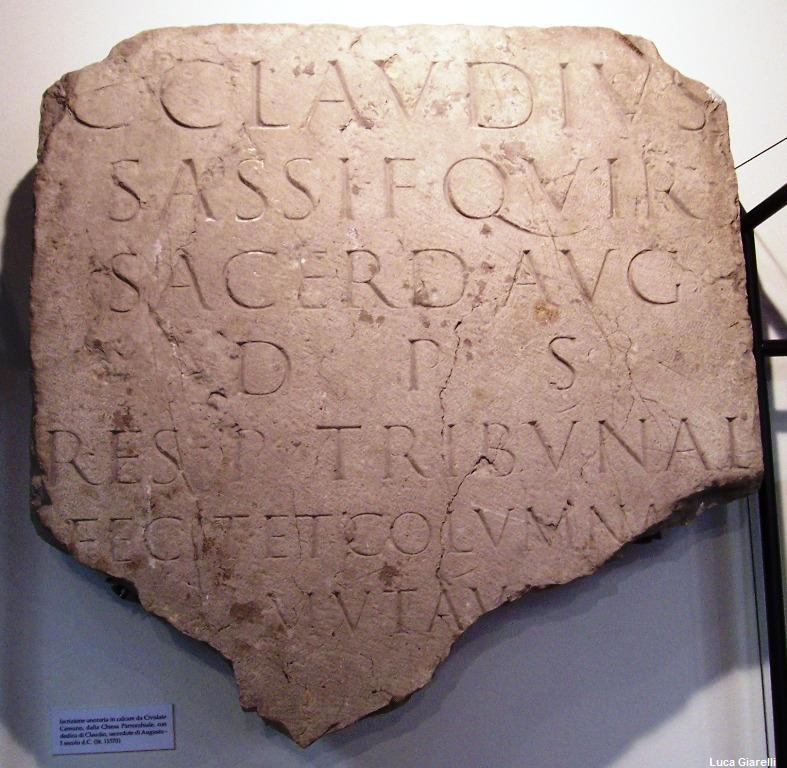
CIL V, 4960 Regio X Venetia et Histria Località: Cividate Camuno / Camunni; C(aius) Claudius / Sassi f(ilius) Quir(ina) / sacerd(os) Aug(usti) / d(e) p(ecunia) s(ua) / res p(ublica) tribunal / fecit et columnam / muta
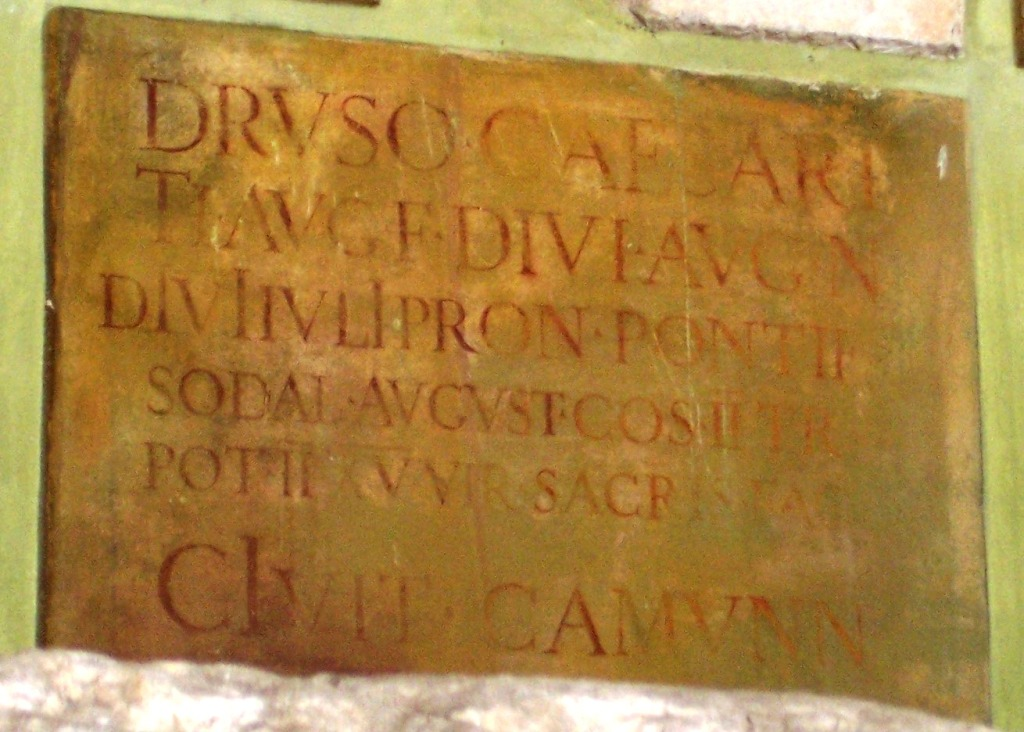
CIL V, 4954; Regio X Venetia et Histria Località: Rogno / Camunni; Druso [Caesari] / Ti(beri) Aug(usti) f(ilio) d[ivi Aug(usti) n(epoti)] / divi Iuli pr[on(epoti) pontif(ici)] / sodal(i) Augu[st(ali) co(n)s(uli) II tr(ibunicia)] / pot(estate) II XVvir(o) [sacr(is) fac(iundis)] / civit(as) C[amunn(orum)]
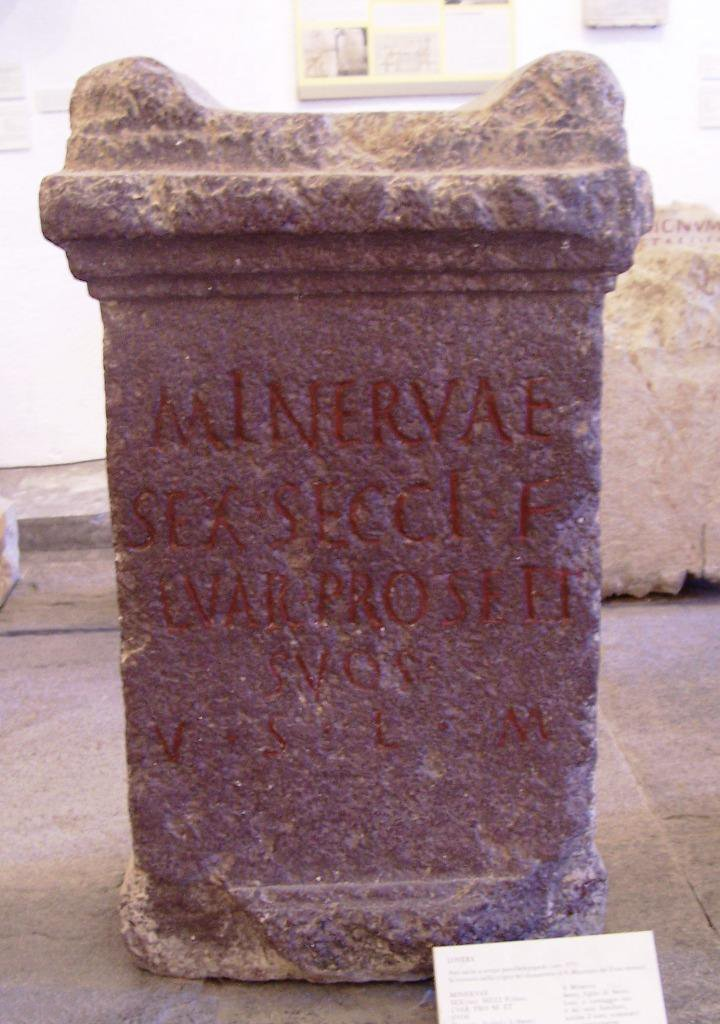
CIL V, 4945; Regio X Venetia et Histria Località: Lovere / Camunni: Minervae / Sex(tus) Secci f(ilius) / Evar(istus?) pro se et / su<i=O>s / v(otum) s(olvit) l(ibens) m(erito)
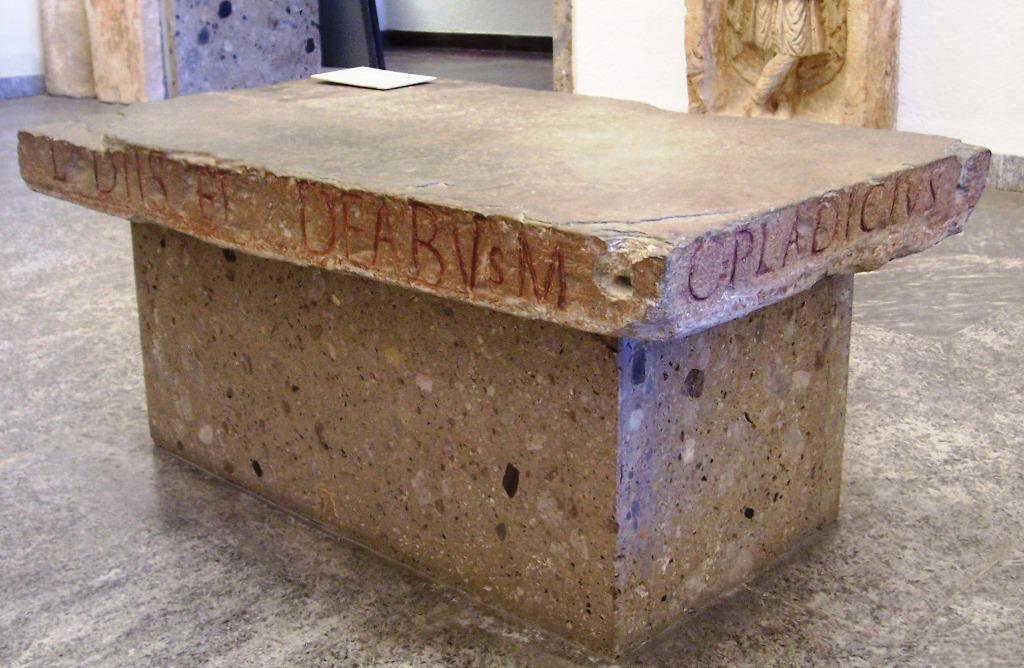
CIL V, 4936; Regio X Venetia et Histria Località: Cividate Camuno / Camunni: L(ibens) diis(!) et deabus m(erito) // C(aius) Pladicius // Celsi f(ilius) Rebu[rrus]

## Età medievale
L'inizio del Medioevo in Val Camonica coincise con l'introduzione del Cristianesimo. A partire dal IV-V secolo si assistette alla distruzione degli antichi luoghi di culto, con l'abbattimento delle statue stele di Ossimo e Cemmo e l'incendio del santuario di Minerva di Breno. Non sono comunque registrati casi di violenza contro i predicatori cristiani come invece avvenne nella vicina Val di Non, a Sanzeno, con il martirio di Sisinnio, Martirio e Alessandro nel 397.

### La dominazione longobarda (VI-VIII secolo)

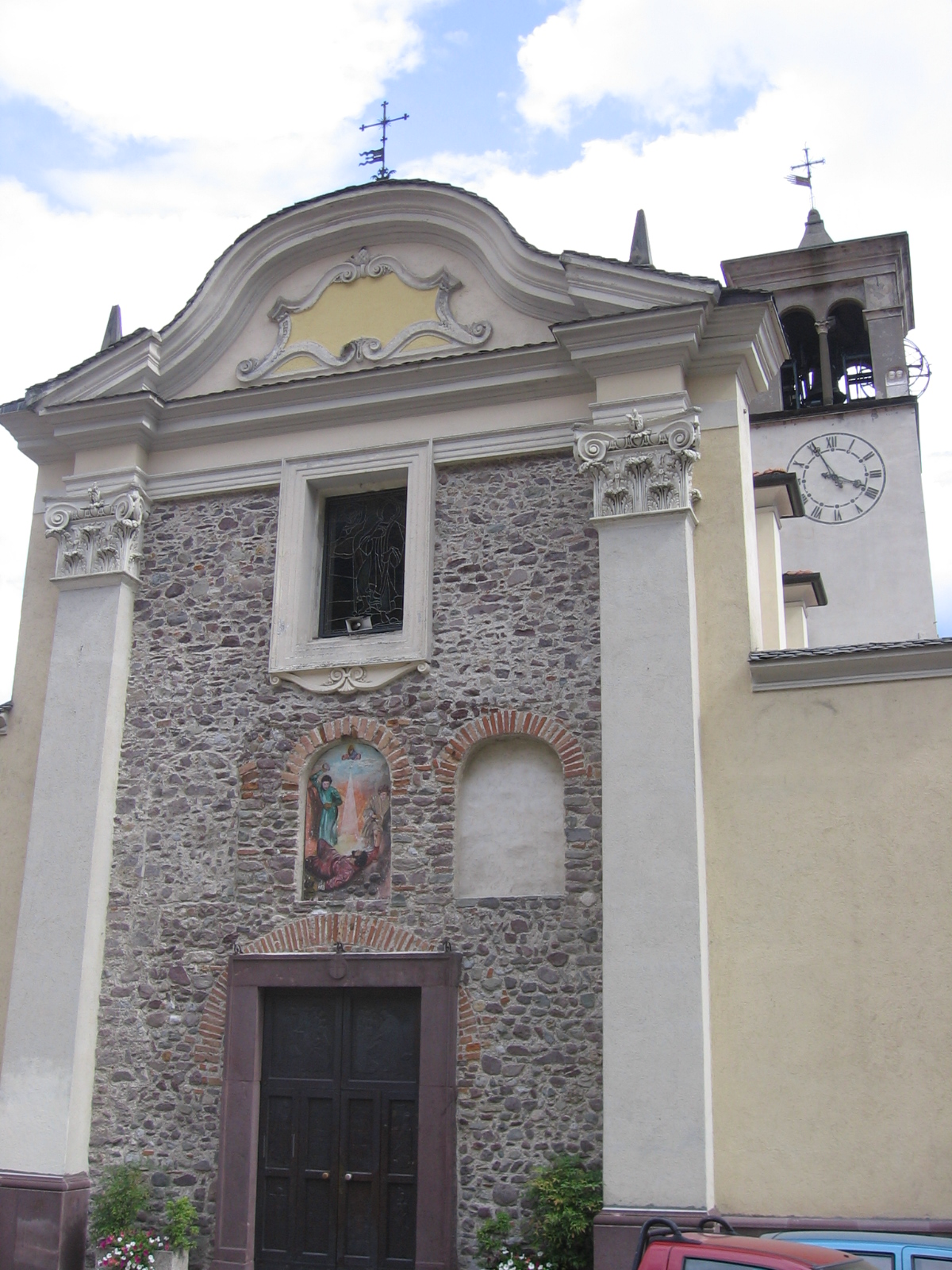
Chiesa di Santo Stefano Protomartire (Rogno): la facciata longobarda (VII secolo) incorporata nei rifacimenti successivi

Nel 568-596 i Longobardi entrarono in Italia e sottomisero rapidamente gran parte delle regioni settentrionali (Langobardia Maior); il ducato di Brescia fu tra i primi ducati longobardi a essere costituito, all'indomani della conquista.
La Val Camonica è citata per la prima volta in un documento datato 774: il testamento di un gasindio longobardo che rivendicava il possesso di alcune terre nella zona, tra cui l'attuale Berzo Inferiore.

### La dominazione carolingia (VIII-IX secolo)
Come tutta la Langobardia Maior, la Val Camonica entrò a far parte dell'Impero carolingio nel 774; immediatamente venne ceduta, il 16 luglio 774, dallo stesso Carlo Magno all'abbazia di Marmoutier, presso Tours:
(Carlo Magno, Diplomata - Papia, XVI Iulius 774)
Il 16 giugno 887 un diploma di Carlo il Grosso confermò a Otto, abate di Tours, i beni già concessi da Carlo Magno, tra i quali la Val Camonica:
(Carlo il Grosso, Diplomata - Kirichen, XVI Iunius 887)

### La Val Camonica entro il Sacro Romano Impero (X-XIV secolo)
Nel 1164 l'imperatore Federico Barbarossa concesse con un diploma ampi privilegi alla Val Camonica, considerandola come un'entità unitaria e omogenea, distinta dal Bresciano.
A seguito dei gravi scontri del 1288 tra la città di Brescia ed alcuni comuni e famiglie ghibelline camune, nel 1291 si stipulò un accordo secondo il quale la Valle Camonica accettò di sottoporsi a un podestà nominato dalla città, al quale furono affidati compiti civili (“fare ufficiali e consigli”) e giudiziari (amministrazione della giustizia civile, istruzione dei processi criminali). In cambio di ciò i camuni ottennero l'esenzione da gabelle (eccetto quelle sul sale e sul ferro) ed il reintegro nei diritti civili e politici e nelle immunità e privilegi per le famiglie locali dei Federici, dei Celeri e i loro amici.
Citata da Dante Alighieri nella Divina Commedia (Inferno, XX, 65), la Val Camonica nel 1311 ottenne dall'imperatore Arrigo VII la conferma dei privilegi concessi dal Barbarossa nel 1164. Nel 1330 Giovanni I di Boemia dichiarò l'indipendenza della valle, già dotata di propri Statuti (citati in atti privati fin dal 1324-1325). L'organizzazione del governo locale iniziò a prendere forma, con la presenza, accertata dal 1350, di notai del podestà e del vicario.

### La dominazione viscontea (1337-1428)

Massima espansione della signoria viscontea

A partire dal 1337 l'intero territorio bresciano, inclusa la Val Camonica, entrò definitivamente a far parte dei domini dei Visconti. Alla morte di Giovanni, nel 1354, i fratelli Matteo II, Galeazzo II e Bernabò si spartirono i domini del casato; la valle, come tutti i territori orientali soggetti a Milano, toccò a Bernabò, che li tenne fino a quando, nel 1385, non fu imprigionato dal nipote Gian Galeazzo.
Durante la signoria di Gian Galeazzo (1378-1402) venne insediato un podestà a Lovere, a guardia dello sbocco meridionale della valle.
Nel 1402 la signoria passò al tredicenne Giovanni Maria Visconti, con reggente la madre Caterina Visconti. I domini viscontei furono presto dilaniati da lotte intestine, con il tentativo di impossessarsene condotto da Pandolfo III Malatesta. La Val Camonica fu terreno di scontro, contesa tra le armate ghibelline dei Visconti e quelle guelfe del Malatesta; tra il 1413 e il 1416 è attestata una forte instabilità nella valle, con varie concessioni volte a ottenerne la fedeltà.
A partire dal 1419 tutti i territori della Lombardia orientale tornarono gradatamente sotto il controllo di Filippo Maria Visconti, anche se la Repubblica di Venezia continuò a fomentare dissidi e disordini, che sarebbero sfociati, dal 1425, nella guerra che avrebbe condotto il Carmagnola a conquistare alla Serenissima Brescia, Bergamo e le relative vallate. Anche dopo la caduta del Malatesta i commerci con la valle furono ancora controllati dalla famiglia degli Oldofredi, strettamente legati ai Federici, casato ghibellino della Val Camonica.

## Età moderna

### La dominazione veneziana (1428-1797)
Dopo aver cacciato i Visconti (marzo 1426), Brescia fece atto di dedizione alla Repubblica di Venezia (6 ottobre, secondo la tradizione) e poco dopo (23 novembre) rivendica a sé anche la Val Camonica, quale territorio bresciano, ma questa non passò immediatamente tra i Domini di Terraferma della Serenissima:
il Senato veneziano si mostrò inizialmente irresoluto nell'ordinare la difficile occupazione della valle, tanto da dichiarare di rinunciarvi già il 26 novembre, per poi protrarre le operazioni di conquista della valle per tutto il 1427. La difficoltà nella conquista va principalmente attribuita alla forte resistenza delle famiglie nobili locali: dai grandi feudatari Federici ai clan nobiliari dei de Bordi, de Cochis e de Cottis. L'annessione della Val Camonica alla Serenissima si completò soltanto il 10 gennaio 1428.

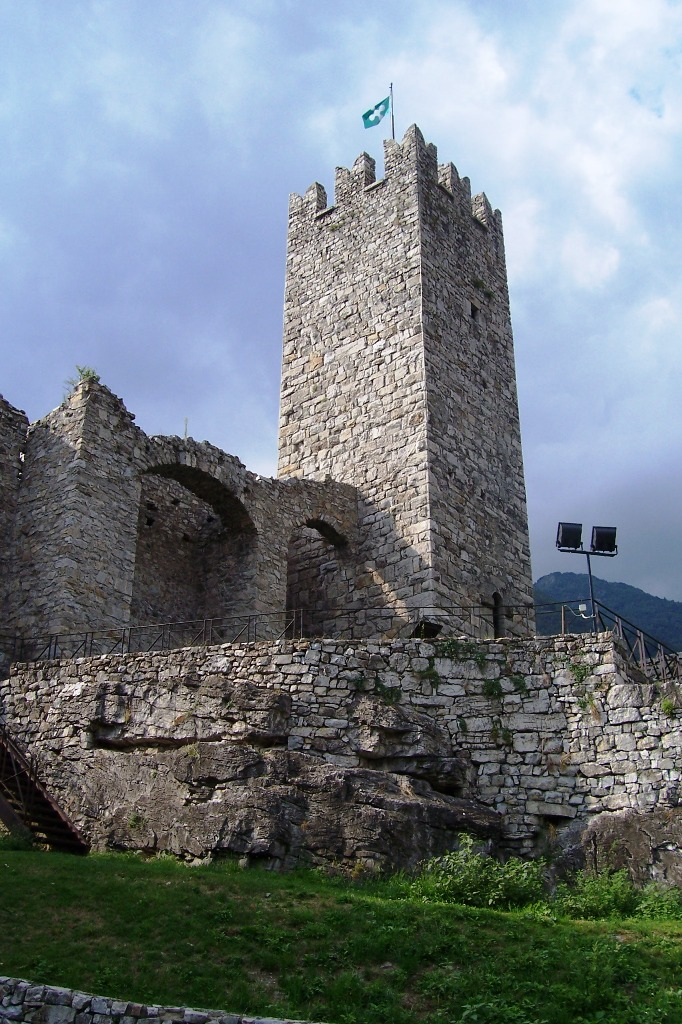
I ruderi del castello di Breno

L'area rimase ancora per anni oggetto di contesa tra la Serenissima e il Ducato di Milano. Il castello di Breno fu attaccato dai Visconti nel 1438, che avevano cinto d'assedio la stessa Brescia; una volta ricacciati i milanesi, Venezia riassegnò a Brescia tutto il suo territorio, inclusa la Val Camonica. In valle si stabilirono così un podestà e ufficiali bresciani. Un nuovo attacco milanese fu condotto da Francesco Sforza nel 1454: grazie alle armi da fuoco, il capitano di ventura Bartolomeo Colleoni riuscì ad assoggettare la bassa valle e ad attaccare nuovamente il castello di Breno, che capitolò tra il 24 e il 28 febbraio. Il 9 aprile la Pace di Lodi pose fine alle contese e assegnò definitivamente la Val Camonica alla Serenissima, che distrusse quasi tutte le roccaforti della valle, eccezion fatta per quella di Breno, destinata alla guarnigione locale, e quelle di Cimbergo e Lozio, tenute da famiglie fedeli a Venezia. Nelle guerre contro i milanesi si era distinto il casato trentino dei Lodron; come ricomprensa per i servigi di Paride il Grande, condottiero della Serenissima, i suoi figli Giorgio e Pietro ricevettero intorno alla metà del XV secolo il castello di Cimbergo con la relativa contea. Nel 1493 la valle contava 24.760 abitanti; come in tutti i Domini di Terraferma della Repubblica di Venezia, anche in Val Camonica venivano arruolate cernide, milizie territoriali costituite da contadini che annualmente svolgevano degli addestramenti militari.
Alla fine del XV secolo operò il pittore Giovanni Pietro da Cemmo (attivo tra il 1474 e il 1504); tra i suoi affreschi in Val Camonica, spiccano quelli del convento dell'Annunciata di Borno (oggi nel comune di Piancogno) e della Chiesa di Santa Maria Assunta a Esine.

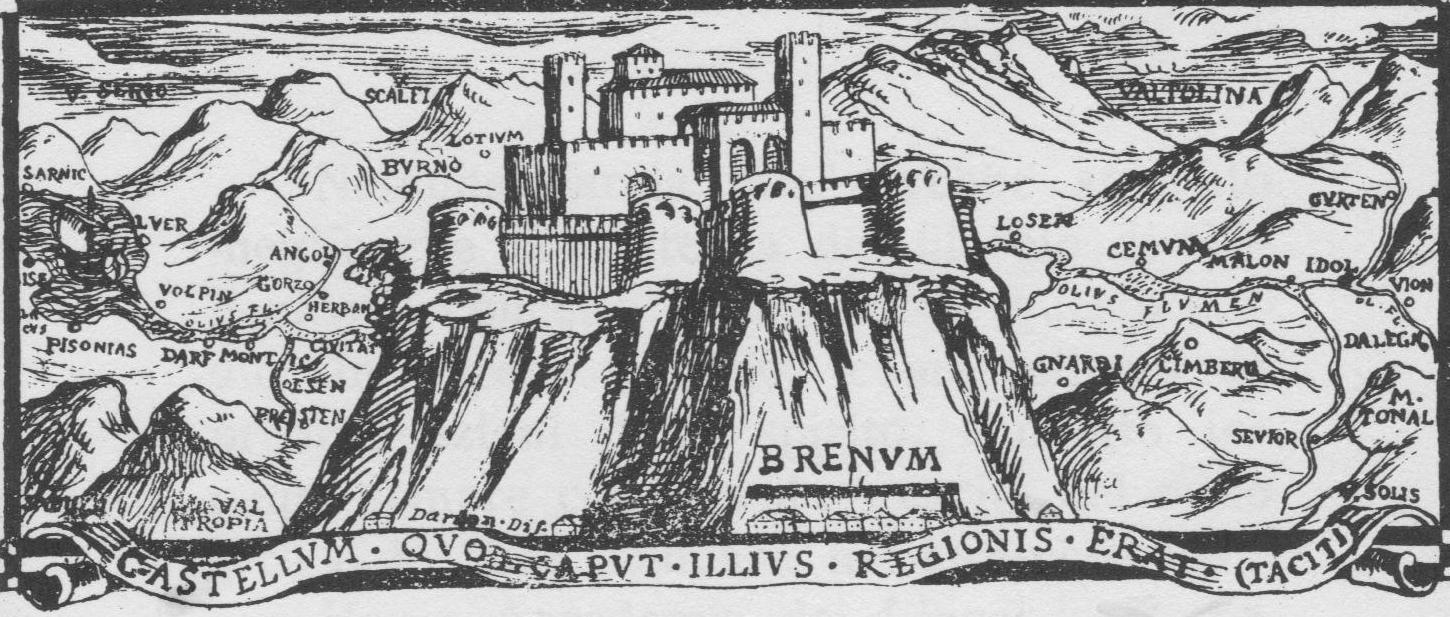
La Val Camonica vista da est, con il castello di Breno al centro

Agli inizi del XVI secolo la valle passò per un breve periodo sotto controllo francese. Nel 1509 il re di Francia Luigi XII, nel quadro della guerra tra le forze della Lega di Cambrai e quelle della Serenissima, sconfisse i veneziani nella battaglia di Agnadello (14 maggio), combattuta presso l'Adda; Bergamo, Brescia, e la Val Camonica passarono così sotto controllo francese. Il castello di Breno passò sotto il controllo delle forze anti-veneziane il 23 maggio, ma i valligiani diedero vita a una dura resistenza contro i nuovi occupanti. Al termine della Guerra della Lega di Cambrai, il trattato di Noyon (1516) ripristinò lo status quo in Italia, e quindi l'appartenenza della Val Camonica alla Serenissima. Il ripristino del dominio veneziano e la comprovata fedeltà dei valligiani resero meno necessario uno stretto controllo militare sulla valle e il presidio di stanza al castello di Breno venne ritirato; il castello venne poi ceduto al comune di Breno nel 1583 e definitivamente abbandonato nel 1598.

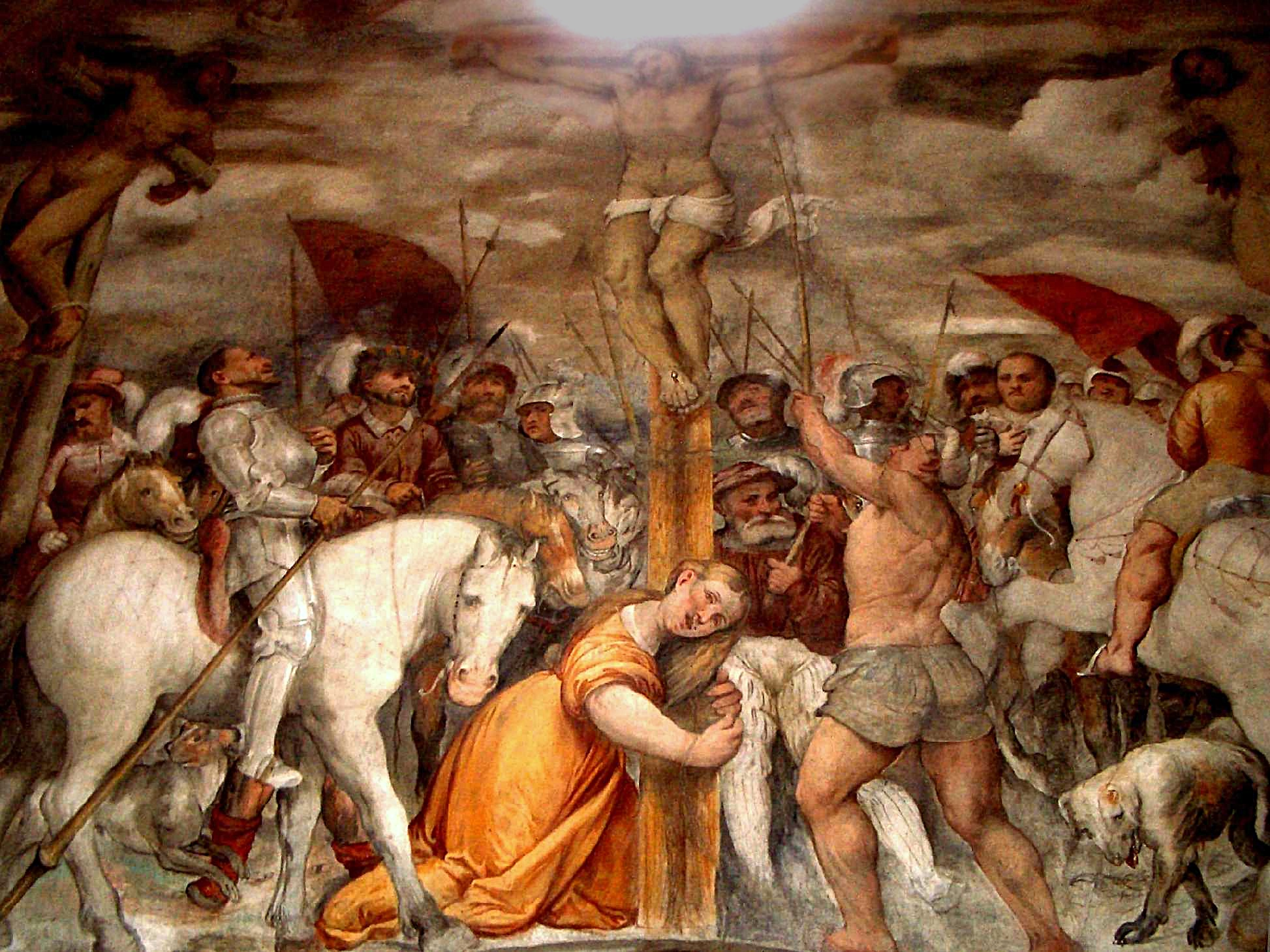
Il Romanino, Crocefissione (particolare). Pisogne, chiesa di Santa Maria della Neve

Negli anni trenta del XVI secolo Il Romanino iniziò a lavorare in alcune chiese della Val Camonica: Santa Maria della Neve a Pisogne (Storie di Cristo), Sant'Antonio a Breno, Santa Maria Annunciata a Bienno. Nello stesso periodo operò in valle anche Callisto Piazza. Nel 1558 un singolare atto della vicinia di Edolo attesta la diffusione di superstizioni animiste; si tratta di un'ordinanza che impone ai vermi ("rughe") che infestano i campi di sgomberarli, assegnando loro uno specifico territorio e perfino un avvocato difensore:
(Vicinia di Edolo, Atti, 1558)
All'inizio del XVII secolo la valle contava circa 45.000 abitanti, così descritti nel 1610 da Giovanni Da Lezze: «ve ne (erano) un'infinità di matti stupidi e insensati; i boschi (erano) quasi tutti proprii di communi parte antichissimi che non vi è memoria a che modo siano stati acquistati». Nello stesso periodo era attivo un ospedale, retto da un deputato nominato dal consiglio generale della valle.
Nei primi decenni del XVIII secolo la bassa valle fu duramente vessata dal bandito Giorgio Vicario, di Pisogne, e dai suoi bravacci. Secondo la tradizione popolare il bandito, macellaio, fu ucciso da un suo stesso compagno con un'archibugiata sulla soglia della sua bottega di Pisogne, ora inglobata nell'edificio detto "Torrazzo". La testa - mozzata, salata e avvolta in foglie d'alloro - fu portata fino a Venezia per riscuotere la taglia offerta dal Consiglio dei Dieci.

#### Amministrazione

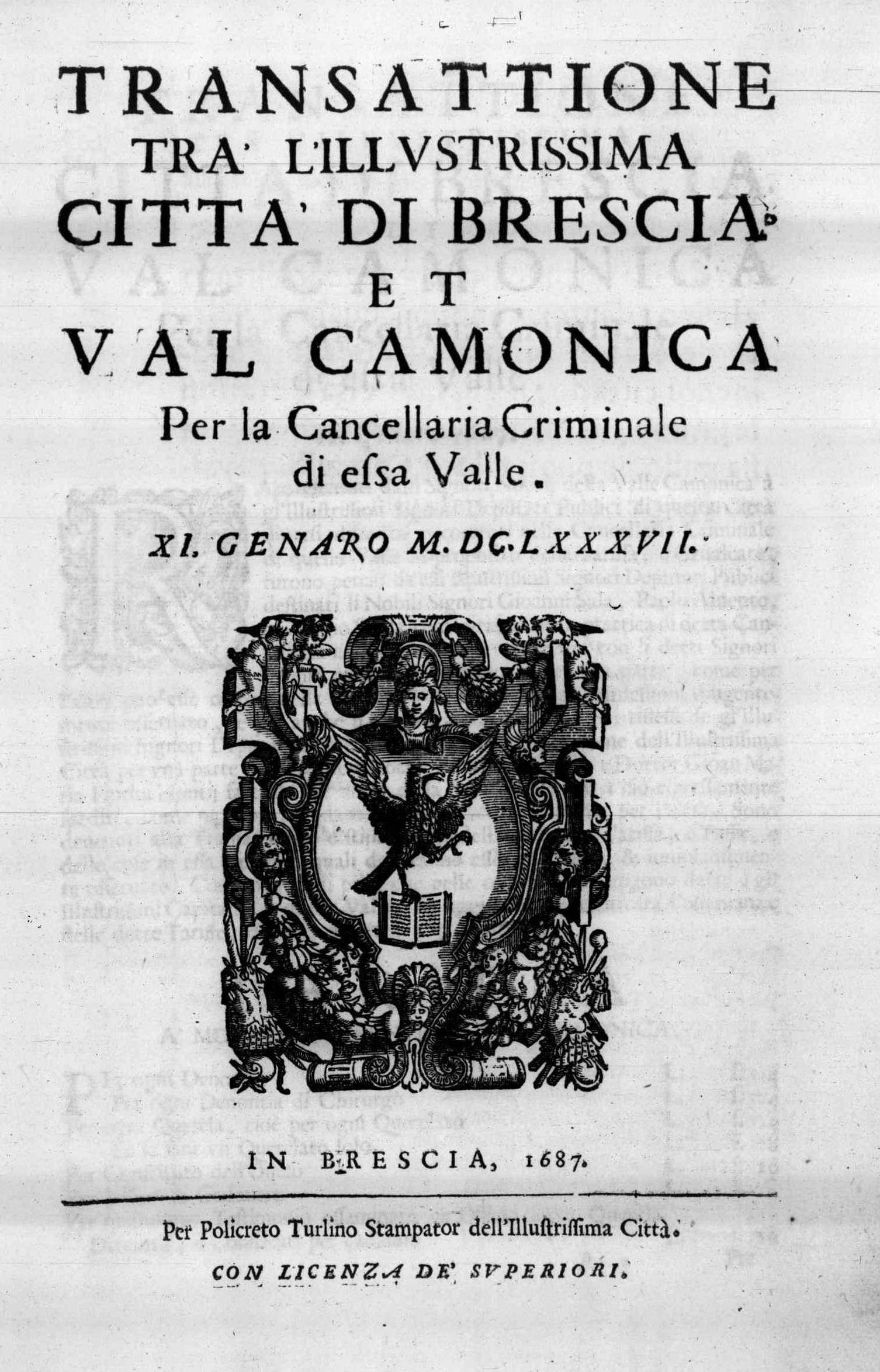
Transazione tra l'illustrissima città di Brescia e val Camonica per la cancelleria criminale di essa valle, 1687

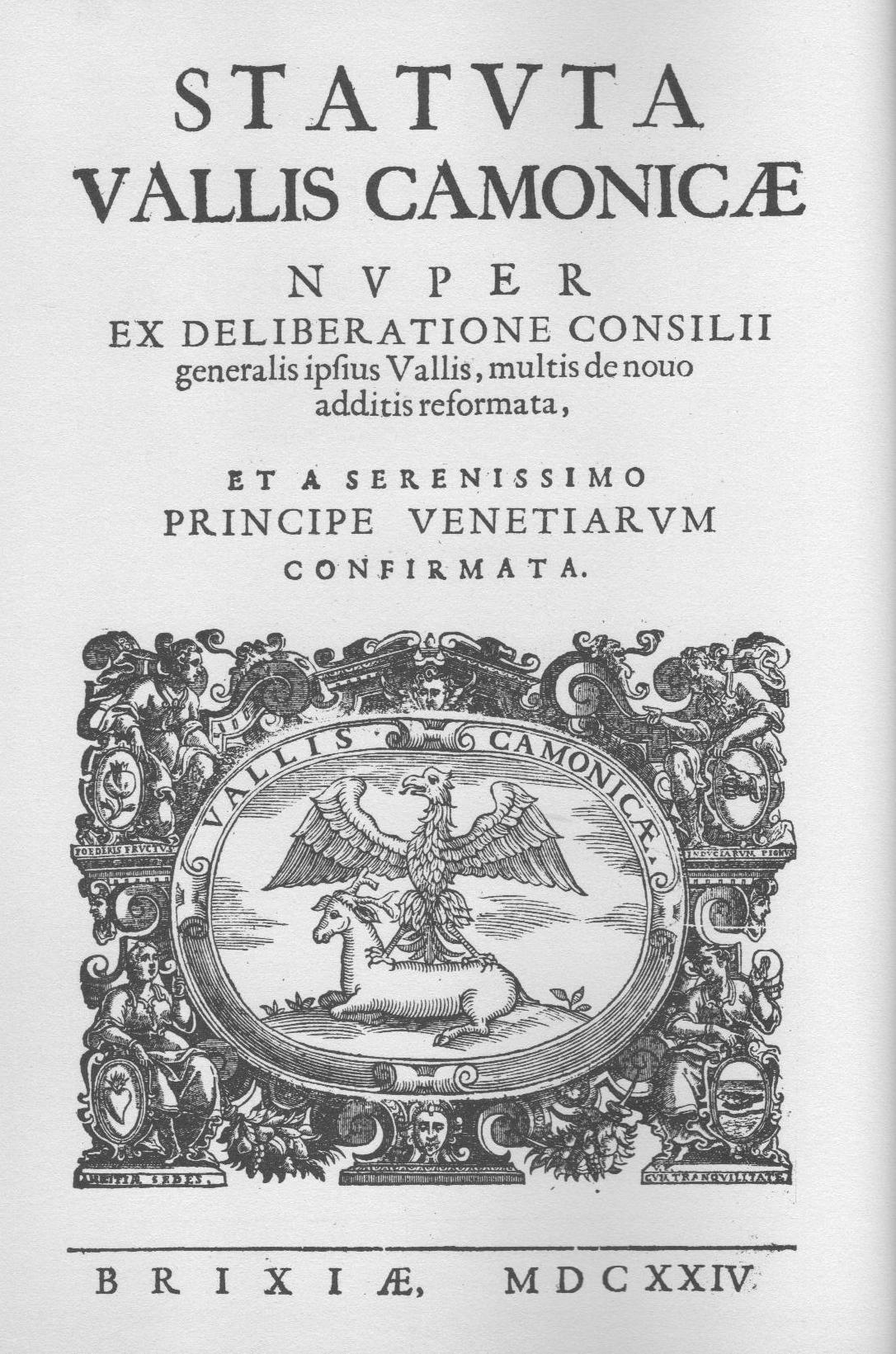
Il frontespizio degli Statuta Vallis Camonicæ del 1624, editi dalla stamperia Britannica (Brescia)

L'amministrazione della valle fu svincolata da quella di Brescia e di Bergamo dal doge Francesco Foscari, che con un decreto del 1º luglio 1428 consentì ai valligiani di seguire i propri Statuti. Nel 1440 tale indipendenza fu tuttavia revocata e la Val Camonica fu ricondotta sotto il controllo di Brescia, che doveva esprimere il capitano di valle.
Suddivisioni
Amministrativamente e religiosamente, la valle era ripartita in pievi: inizialmente quattro (Rogno, Cividate, Cemmo ed Edolo), nel 1765 risultano essere cinque, con l'aggiunta di quello di Dalegno e Borno.
Magistrature
Parte delle magistrature andava di diritto alla famiglia Federici, antichi feudatari del luogo. Risulta la presenza di un "capitano di valle", insediato presso il castello di Breno fino alla metà del XVI secolo, altrove nel villaggio di Breno in seguito. A partire dal 1440 la Serenissima stabilì che il capitano doveva essere un nobile bresciano, la cui nomina doveva essere approvata dal consiglio della città. A un capitano di valle si attribuisce la proprietà di un letto intarsiato del XVII secolo, conservato presso il Museo Camuno di Breno. Esisteva poi un "sindaco di valle"; si ricordano i nomi di Giovanni Francesco Moscardi, sindaco nel 1615, 1622 e 1630, e di Gian Antonio Guarneri, sindaco nel 1661, 1667, 1673, 1680 e 1687. Accanto al capitano e al sindaco, erano presenti un avvocato di valle, un cancelliere, un vicecancelliere, un giusdicente, un presidente dell'ospedale e un tesoriere. Dell'ufficio della cancelleria civile si sono conservati relitti dell'antico archivio, mentre gli Statuti del 1750 attestano la presenza di tutta una serie di magistrature locali minori: «due deputati alla sanità, un deputato al mercato di Pisogne, due calmedrari, gli stimatori al dazio, i bollatori, gli esattori della tassa ducale e quattro deputati sopra la strada reale».
Organi elettivi
Sono ricordati diversi organi elettivi attivi in valle nel periodo della dominazione veneziana: il consiglio generale, il consiglio segreto o senato, il consiglio dei ragionati, il consiglio dei deputati e i ragionati aggiunti.
Gli Statuti della Val Camonica
A partire dal 1324-1325 atti privati iniziarono a citare gli "Statuti della Val Camonica" (Statuta Vallis Camonicæ), anche se il privilegio di poter utilizzare i propri Statuti fu affermato soltanto nel 1428 dal doge Francesco Foscari, nel quadro della concessione di un'ampia autonomia in seguito (1440) parzialmente revocata. La Biblioteca del Senato della Repubblica custodisce un manoscritto settecentesco che traduce in italiano Statuti del 1624-1687.

## Età contemporanea

### La dominazione francese (1797-1814)
In seguito all'occupazione napoleonica di Brescia e Bergamo, nel 1796, i territori più occidentali della Repubblica di Venezia passarono sotto controllo francese. Tra questi la Val Camonica che, dopo aver fatto parte della Repubblica Bresciana (18 marzo- 20 novembre 1797), dove costituiva il cantone della Montagna, confluì poi nella Repubblica Cisalpina (1797), secondo quanto sancito dall'articolo 8 del Trattato di Campoformio, in seguito trasformata prima in Repubblica Italiana (1802-1805) e infine in Regno d'Italia (1805-1814). Le valli lombarde opposero inizialmente una certa resistenza al giacobinismo napoleonico, ma le velleità di rivolta furono rapidamente stroncate.
Nel corso della dominazione francese, l'assetto amministrativo della Val Camonica mutò più volte. Inizialmente (1797-1798) fu importato il modello del cantone, adottato in Francia dal 1790; la valle fu inserita, con Legge 1º maggio 1797 della Repubblica Bresciana, nel "Cantone della Montagna", con Breno capoluogo. Nel febbraio 1798 fu istituito il "Distretto di Cividate", con Cividate Camuno nuovo capoluogo, fino al definitivo assetto in dipartimenti. I comuni della valle furono assegnati al Dipartimento del Mella, con Brescia capoluogo, e del Serio, con capoluogo Bergamo.

### La dominazione austriaca (1814-1859)

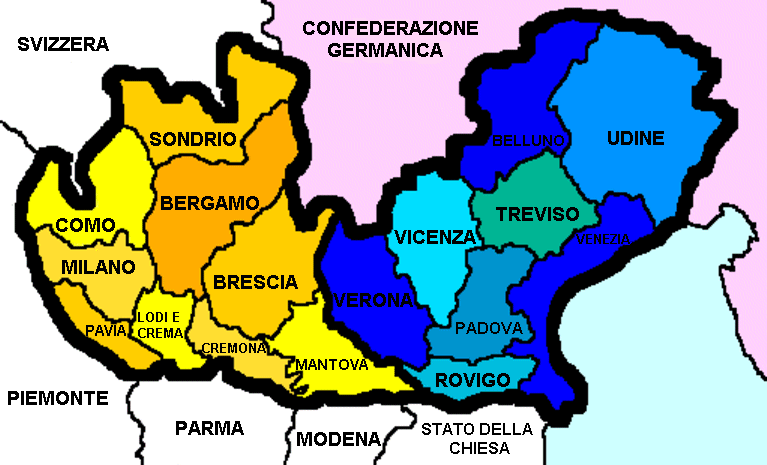
Suddivisione provinciale del Regno Lombardo-Veneto, con la Val Camonica inclusa nell'estremità nordorientale della Provincia di Bergamo

Con la caduta del Regno Italico (1814), la Val Camonica, come l'intero lombardo-veneto, entrarono nell'orbita dei domini austriaci, che organizzarono i propri possedimenti diretti in Italia nel Regno Lombardo-Veneto. La Val Camonica fu assegnata alla provincia di Bergamo, nei distretti XVI di Lovere e XVII di Breno, istituiti il 12 febbraio 1816 e in seguito (1853) ridisegnati.
Nel 1859, durante la seconda guerra di indipendenza, Brescia e Bergamo furono occupate dai Cacciatori delle Alpi di Giuseppe Garibaldi, che tuttavia non sarebbero stati in grado di opporsi a un'eventuale controffensiva austriaca attraverso le Valli Giudicarie o la Val Camonica; per questo, a difesa del fronte alpino fu inviata una divisione regolare dell'esercito sabaudo, comandata da Enrico Cialdini.
Con la pace di Zurigo siglata fra il 10 e l'11 novembre 1859, la Lombardia, già di fatto annessa al Regno di Sardegna, passò formalmente a quest'ultimo, che nel 1861 sarebbe diventato Regno d'Italia.

### Il Regno d'Italia (1861-1946)
La nuova organizzazione territoriale disegnata dal Decreto Rattazzi (regio decreto 3702 del 23 ottobre 1859) assegnò la Val Camonica alla Provincia di Brescia, all'interno della quale andò a costituire il circondario di Breno, suddiviso nei due mandamenti di Breno e di Edolo. Alla Provincia di Bergamo rimasero i comuni della bassa valle di Lovere, Costa Volpino e Rogno, inscritti nel circondario di Clusone.

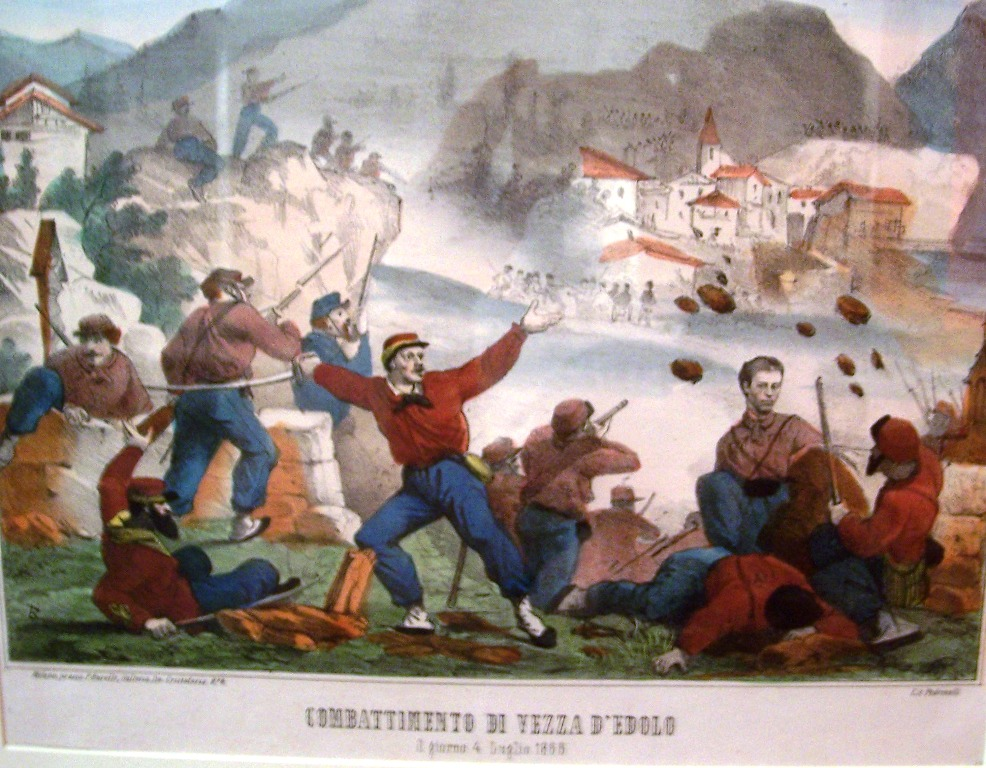
Combattimento di Vezza d'Oglio. Brescia, Musei del Castello

La vicinanza della frontiera austriaca, che correva lungo tutto il massiccio dell'Adamello fino al Lago di Garda, faceva di questa zona una delle più soggette a rischio di invasione. Allo scoppio della terza guerra di indipendenza (1866), in effetti, le truppe austriache guidate dal maggiore Ulysses von Albertini forzarono il Passo del Tonale e discesero la valle fino a Ponte di Legno (26 giugno), per poi ripiegare indisturbate. Un'azione di maggiori proporzioni fu condotta il 2 luglio successivo: Von Albertini si spinse fino a Vezza d'Oglio, dove i bersaglieri al comando del maggiore Nicostrato Castellini tentarono invano, il 4 luglio, di sbarragli il passo. In seguito allo scontro, noto come battaglia di Vezza d'Oglio e comunque di modeste dimensioni, gli austriaci ripiegarono comunque sul Tonale il 7 luglio.
Nel 1872 settantadue comuni della Val Camonica, del Lago d'Iseo e della Bassa bresciana inviarono una petizione ai ministeri dei lavori pubblici e delle finanze per sollecitare la costruzione di una linea ferroviaria che favorisse il collegamento tra Val Camonica e Cremonese. La Ferrovia Brescia-Iseo-Edolo, appaltata alla Società Nazionale Ferrovie e Tramvie, fu però completata solo il 4 luglio 1909. Nello stesso anno, con una segnalazione di Gualtiero Laeng al Comitato Nazionale per la Protezione dei Monumenti, vennero riscoperte le Incisioni rupestri della Val Camonica.

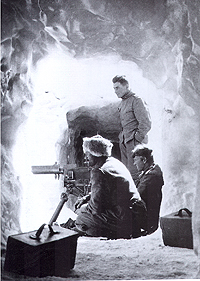
Mitragliere degli alpini in osservazione sul monte Adamello

Durante la prima guerra mondiale, l'alta valle fu teatro della Guerra bianca in Adamello, che vide contrapposti gli alpini italiani a quelli austro-ungarici. Le condizioni di combattimento furono estreme - oltre tremila metri di quota, temperature rigidissime, costante pericolo di slavine -, e la guerra anche su questo fronte fu principalmente guerra di trincea. L'estate del 1915 registrò numerosi scontri, con provvisorie e limitate avanzate di uno o dell'altro contendente, senza tuttavia che avvenissero mutamenti decisivi nella linea del fronte. Nel 1916 alcuni successi parziali degli alpini (aprile-maggio) non ebbero seguito a causa della forte pressione esercitata dagli austro-ungarici sul fronte trentino con la Strafexpedition, che costrinse i vertici militari italiani a sguarnire l'Adamello. Il fronte entrò così in stallo e rimase inerte anche per tutto il 1917. Il 27 settembre di quell'anno un bombardamento austro-ungarico distrusse l'abitato di Ponte di Legno. Il 25 maggio-28 maggio 1918 il fronte iniziò a muoversi in modo significativo con la conquista italiana del ghiacciaio Presena; altri piccoli avanzamenti culminarono, il 1º novembre nel quadro della generale rotta dell'esercito austro-ungarico, nello sfondamento del fronte al passo del Tonale, dal quale il Regio Esercito poté dilagare verso la Val di Sole.
Il 1º dicembre 1923, alle 7.15, la diga posta sul torrente Gleno, in Valle di Scalve, cedette a causa di errori di progettazione e di cattiva esecuzione dei lavori. L'onda di piena, dopo aver devastato la Valle di Scalve, sboccò in Val Camonica. Le vittime complessive del disastro del Gleno furono oltre 350; commosso per la tragedia, anche re Vittorio Emanuele III si recò in visita nella valle.
Durante la seconda guerra mondiale, tra l'armistizio dell'8 settembre 1943 e il 1945 in Val Camonica agirono diversi gruppi partigiani. Presso Lozio (Laveno) operava un battaglione della brigata "Ferruccio Lorenzini" della divisione Fiamme Verdi, guidato dalla medaglia d'oro al valor militare Giacomo Cappellini, fucilato dalla Repubblica Sociale Italiana il 21 gennaio 1945. Poco più tardi Monno, nell'alta valle, fu teatro delle due battaglie del Mortirolo, che opposero i partigiani delle Fiamme Verdi al militi della Repubblica Sociale.

Entrambi gli scontri videro prevalere i partigiani: il primo, di proporzioni modeste, fu combattuto sul Passo del Mortirolo tra il 22 e il 27 febbraio; il secondo, ben più rilevante - tanto che è ritenuto da alcuni la più importante battaglia campale della Resistenza italiana - vide invece gli schieramenti fronteggiarsi per quasi un mese, dal 9 aprile al 2 maggio. 

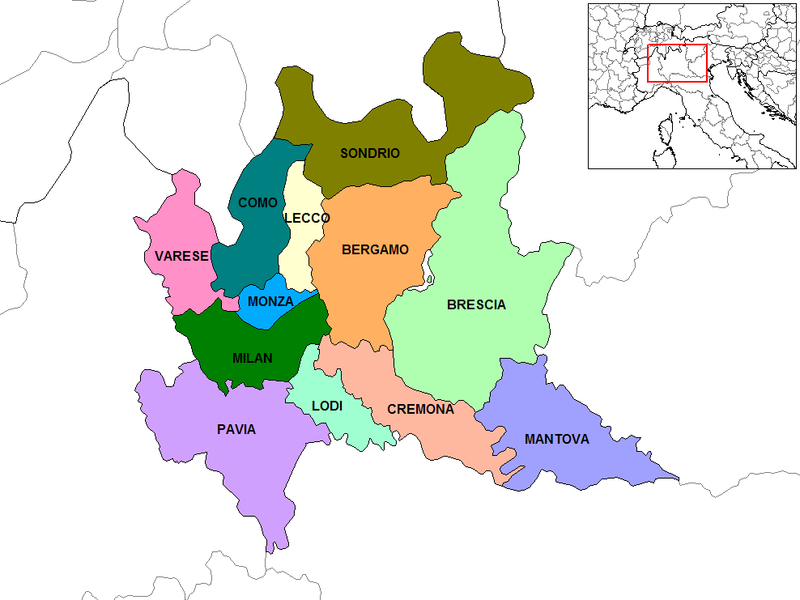
Le province della Lombardia: Milano, Bergamo, Brescia, Como, Cremona, Lecco, Lodi, Mantova, Monza e della Brianza, Pavia, Sondrio, Varese

### La Repubblica Italiana (dal 1946)
Nell'ordinamento della Repubblica Italiana la Val Camonica rimase amministrativamente soggetta alla Provincia di Brescia e, in piccola parte, a quella di Bergamo.
Nel secondo dopoguerra ebbe inizio la valorizzazione delle Incisioni rupestri della Val Camonica: nel 1955 a Capo di Ponte venne creato dalla Soprintendenza per i beni archeologici della Lombardia il Parco nazionale delle incisioni rupestri di Naquane, la prima e tuttora la più importante delle aree che custodiscono i petroglifi; nel 1964 venne fondato il Centro Camuno di Studi Preistorici; nel 1979 l'intero patrimonio delle incisioni è stato proclamato Patrimonio dell'umanità dall'UNESCO, primo sito in Italia a ricevere il riconoscimento.
Nel 1974 venne approvato dalla regione Lombardia lo statuto della Comunità Montana di Valle Camonica e nel 1983 fu istituito il Parco regionale dell'Adamello.
Nel giugno 2021 a Cividate Camuno è stata inaugurata la nuova sede del Museo archeologico nazionale della Valle Camonica, con l’obiettivo di raccogliere, conservare e valorizzare il patrimonio archeologico mobile di età romana proveniente da Cividate Camuno e dall'intero territorio della valle.

### Fonti primarie
- Documenta inter Commune Venetiarum et Commune Brixiae - Brixia, XIX Iulius 1287, cap. V, in  Luca Sandrini, I patti di Venezia con Brescia.
- Carlo il Grosso, Diplomata - Kirichen, XVI Iunius 887, in  Karoli III. Diplomata, §60, in Monumenta Germaniae Historica[collegamento interrotto],  p. 260.
- Carlo Magno, Diplomata - Papia, XVI Iulius 774, in  Diplomatum Carolinorum, in Monumenta Germaniae Historica[collegamento interrotto].
- Federico Barbarossa, Privilegium Frederici pro Vallis Camunnorum - 1164, [senza fonte]
- Taidone, Charta ordinationis et dispositionis, in  Codex Diplomaticus Longobardiae,  p. 293.
- Giovanni da Lezze, Catastico Bresciano, 1610.
- Gregorio Brunelli, Curiosi trattenimenti contenenti ragguagli sacri e profani dei popoli camuni, Venezia, 1698.

### Letteratura storiografica
- Emmanuel Anati, La civiltà di Val Camonica, Milano, Saggiatore, 1964.
- Emmanuel Anati, Valcamonica preistorica. Guida ai parchi archeologici, Capo di Ponte, Edizioni del Centro, 2001, ISBN 88-86621-16-7.
- Gabriele Archetti, Berardo Maggi. Vescovo e signore di Brescia, Brescia, 1994.
- Walter Belotti e John Ceruti, A Ferro e Fuoco. Il bombardamento di Ponte di Legno. 27 Settembre 1917, Temù, Museo della guerra bianca in Adamello, 2017, ISBN 978-88-942761-0-7.
- Giacomo Bianchi, La magnifica comunità di Corteno Golgi, Brescia, Massetti Rodella Editore, 2005  [1979].
- Gian Maria Bonomellii, Storia di Gorzone e del suo castello, Darfo Boario Terme, Armando Armanini, 1972.
- Franco Bontempi, Cimbergo. Storia, economia, società, Darfo Boario Terme, Tipografia Lineagrafica, 2004.
- Gregorio Brunelli, Curiosi trattenimenti continenti raguagli sacri e profani dé popoli Camuni, Venezia, 1698.
- Roberto Celli, Repertorio di fonti medievali per la storia della Val Camonica, Brescia, Queriniana, 1984, ISBN 88-343-0333-4.
- Lino Ertani, La Valle Camonica attraverso la storia, Esine, Tipolitografia Valgrigna, 1996.
- Francesco Fedele, L'uomo, le Alpi, la Valcamonica - 20.000 anni di storia al Castello di Breno, Boario Terme, La Cittadina, 1988.
- Giacomo Goldaniga, Storia del castello di villa e l'eccidio dei Nobili di Lozio, Darfo Boario Terme, Tipografia Lineagrafica, 1992.
- Giambattista Guadagnini, Federico Odorici, Memorie storiche della Valcamonica, Brescia, Tipolitografia Venturini, 1857.
- Roberto Andrea Lorenzi, Medioevo camuno. Proprietà, classi, società, Brescia, Grafo, 1979.
- Valeria Mariotti, Il teatro e l'anfiteatro di Cividate Camuno, Arti grafiche BMB, 2004, ISBN 88-7814-254-9.
- Giancarlo Merlotti, Rogno e le sue terre, Darfo Boario Terme, La Cittadina, 1990,  Vol. I..
- Pietro Paolo Ormanico, Considerationi sopra alcvne memorie della Religione Antica dei Camvli, ò Camvni, Bornato, Sardini, 1983  [1639].
- Antonio Pagnoncelli, Sull'antichissima origine e successione dei governi municipali nelle città Italiane, Bergamo, 1823,  p. 117, OCLC 35166879.
- Romolo Putelli, Intorno al castello di Breno: storia di Valle Camonica, Lago d'Iseo e vicinanze da Federico Barbarossa a S. Carlo Borromeo. Studio critico su 1400 fonti documentarie, Brescia, La Nuova Cartografica, 1989  [1915].
- Ausilio Priuli, Il mondo dei camuni, 2ª ed., Brescia, Industrie grafiche bresciane, 1995.
- Ronald Syme, Le Alpi, in Cambridge Ancient History, Cambridge, Cambridge University Press,  Vol. VIII.
- Enrico Tarsia, Storia della Valle Camonica, Breno, 1958.
- Irma Valetti Bonini, Le Comunità di valle in epoca signorile. L'evoluzione delle Comunità di Valcamonica durante la dominazione viscontea (sec. XIV-XV), Milano, Vita e Pensiero, 1976.

### Atti, miscellanee, riviste
- La Valcamonica Romana. Ricerche e studi, Brescia, Del Moretto, 1987.
- Alberto Marretta, [senza fonte], in Bollettino del Centro Camuno di Studi Preistorici, n. 34, 2003, ISSN 0577-2168.

### Statuti
- (LA) Statuta Vallis Camonicae, Brescia, Tipografia Britannica, 1624.
- (LA) Statuta Vallis Camonicae, Brescia, tipografia Giuseppe Pasini, 1750.

### Approfondimenti
- Transazione tra l'illustrissima città di Brescia e val Camonica per la cancelleria criminale di essa valle, Novara, Policreto Turlino, 1687.
- (LA) Privilegium a serenissimo venetorum dominio communitati, universitati, et hominibus Valliscamonicae, Brescia, Policreto Turlino, 1723.
- Tariffa per le mercedi del cavalaro della Valcamonica, Brescia, Policreto Turlino, 1724.
- Cenni storico statistici sulla Valcamonica e su Breno, Venezia, Tipografia del Commercio di Marco Visentini, 1874.
- Gabriele Rosa, Coltura alpina - La Valle Camonica, Milano, 1869.
- I Municipi delle Valli Camonica, di Scalve, Cavallina e Seriana, 1886.